# Sarah Connor (Terminator)
Sarah Jeanette Connor är en rollfigur och hjälte i filmerna Terminator och Terminator 2, där hon spelas av den amerikanska skådespelaren Linda Hamilton, och i Terminator: Genisys där hon spelar av den brittiska skådespelerskan Emilia Clarke. Hon finns också med i TV-serien Terminator: The Sarah Connor Chronicles, och spelas där av Lena Headey.
Sarah Connor är mor till John Connor, som blir ledare för människornas motståndsstyrka mot Skynet. I Terminator 3 och följande filmer har Sarah Connor dött av leukemi.